# Ének a csodaszarvasról
Az Ének a csodaszarvasról 2002-ben bemutatott magyar 2D-s számítógépes animációs film, amelyet Jankovics Marcell írt és rendezett. Az animációs játékfilm zenéjét Szörényi Levente szerezte. A mozifilm a Pannóniafilm Kft. gyártásában készült, a Budapest Film forgalmazásában jelent meg. Műfaja történelmi fantasyfilm.
Magyarországon 2002. február 21-én mutatták be a mozikban.

## Cselekmény
| Fejezet | Cím             |
| --- | --------------- |
| 1. | Az Őshaza       |
| A film finnugor és szibériai mondák alapján a világ és az első emberpár teremtésének „szarvasos” elbeszélésével indul, majd a magyarok délre vándorlásával zárul.          |                 |
| 2. | Hunor és Magyar |
| A tulajdonképpeni Csodaszarvasmonda (Hunor és Magor krónikai története) meséli el a magyar nép és kereszténység előtti magyar kultúra kialakulását.                        |                 |
| 3. | Mindig tovább   |
| Etelköz, az Álmos-monda és a Fehér ló mondája keretében a magyarok „türk korszakát” és a honfoglalást meséli el.                                                           |                 |
| 4. | Pannónia        |
| A kalandozások lezárulásával kezdődik, és a magyarok Európába való békés beilleszkedéséről szól. Főhőse Géza fejedelem, aki az országot ténylegesen is „bevitte” Európába. |                 |

## Alkotói
- Írta, tervezte és rendezte: Jankovics Marcell
- Zenéjét szerezte: Szörényi Levente
- Karmester: Németh Zoltán
- Operatőr: Bacsó Zoltán, Klausz András, Széll Gábor, Varga György
- Hangmérnök: Nyerges András Imre, Rozgonyi Péter
- Hangrendező: Tomasevics Zorka
- Vágó: Hap Magda
- Negatívvágó: Bederna Olga
- Háttérfestő: Szügyi Gábor
- Háttér: Balázs István, Bányai Éva, Csákó Béla Attila, Csík Márta, Farkas Bea, Ludvig Zsuzsa, Otepka Tímea, Salfay Tibor, Szaradics Antónia, Szilágyi Gábor, Virth Beáta
- Animációk: Dékány Ferenc, Javorniczky Nóra, Kovács Csaba, Lugosi Károly, Lázár Zoltán, Martsa Piroska, Szalay Edit, Tóth Zsuzsa, Varga Erika, Varga István, Zsilli Mária
- Rajzolták: Bábszky Zsuzsa, Baranyi Tamás, Bíró Borbála, [Csampó Márta, Erdei József, Fenyő Ágnes, Geiszlinger Rita, Golics Ildikó, Götz Mercédesz, Kálmán Klára, Karsay Natália, Kiss Mariann, Körmöci Gabriella, Nagy Andrea, Nemes Béla, Nemes Erzsébet, Prunner Gabriella, Révész Gabriella, Temesvári Csilla, Újréti Ágnes, Wágner Judit
- Beállítási rajzok: Békés Rozi, Korma Gergely, Péter László
- Kihúzók és kifestők: Banki Zsuzsa, Bíró Borbála, Demcsák László, Földesi Ágnes, Frei Erika, Imre Mária, Istók Ágnes, Juhász Fruzsina, Kapusi Katalin, Kenyhercz Gabriella, Kóczán Andrea, Kocsis Erika, Komóczin Jutka, Kovács Edit, László Ildikó, Lugosi Éva, Málnai Judit, Molnár Róbert, Nagy Ernő, Páni Mari, Petényi Katalin, Rosta Erika, Ruzsák Zsolt, Sárkány Edit, Siba Andrea, Széchenyi Zsuzsa, Tarbay Annamária, Tarbay Júlia, Tóth Veronika, Vámosi Krisztina, Váraljai Katalin
- Számítógép kifestés: Balla Viktor, Gaál Fatima, Ligeti Andrea, Reményi Ágnes, Szálkai Krisztina, Marsi József
- Számítógép animáció: Patrovics Tamás, Somorjai Eleonóra
- Technikai rendező: Gémes József
- Fényképek: Korniss Péter, Kútvölgyi Mihály
- Színtervek: Richly Zsolt
- Rendezőasszisztens: Nemes Beatrix
- Színes technika: Bederna András
- Gyártásvezető: Kő Edit
- Stúdió vezető: Dorozsmai Péter
- Munkatársak: Janotsik Frigyes, Kerka Júlia, Miskolczi Attila, Tóth Ibolya, Zalotay István
- Közreműködtek: Alexander Horsch, Berecz András, Juhász Zoltán, Maczkó Mária, Rakovszky György, Szörényi Levente, Sáringer Kálmán
- Szinkronszereplők: Áron László, Besenczi Árpád, Bódy Gergely, Bokor Ildikó, Bolla Róbert, Borbiczki Ferenc, Buss Gyula, Csabai János, Császár Angela, Cserna Antal, Csuha Lajos, Csuja Imre, Dengyel Iván, Galkó Balázs, Györffy József, Harmath Ilona, Holl János, Horányi László, Hován Gábor, Joó László, Kassai Károly, Kenderesi Tibor, Koncz István, Kőszegi Ákos, Maróti Gábor, Matoricz József, Mogyorósi Szabolcs, Móni Ottó, Orosz Anna, Rácz Kati, Rajhona Ádám, Rékai Nándor, Rusz Mihály, Selmeczi Roland, Somody Kálmán, Széles László, Szirtes Ági, Tordy Géza, Varga Károly, Vizy György, Zámbori Soma

Készítette a Pannónia Film Kft.

## Televíziós megjelenések
PAX TV, M1, Duna TV, Duna II. Autonómia 

## Nézettség
A nézettségi adatok szerint 53 184 jegyet adtak el rá.